# Andança: Os Encontros e as Memórias de Beth Carvalho
Andança: Os Encontros e as Memórias de Beth Carvalho é um filme documentário brasileiro de 2023, dirigido por Pedro Bronz e escrito pelo próprio diretor e Leonardo Bruno. O filme retrata a carreira de Beth Carvalho, conhecida como a "Madrinha do Samba", que destacou-se como uma das maiores sambistas do Brasil, contribuindo significativamente para revelar talentos e revitalizar o gênero musical. Sua perspicaz capacidade de compreensão da realidade a levou a documentar ao longo de 53 anos seus notáveis encontros nos palcos e no mundo do pagode.
O documentário utiliza imagens provenientes desse vasto acervo pessoal, registrado em diversas mídias como super-8, VHS, mini-DV, fitas cassete e fotografias. O filme mergulha nesse material de Beth Carvalho para proporcionar um recorte singular e íntimo da carreira e da vida dessa figura excepcional na cultura nacional.
O filme teve sua estreia em 11 de outubro de 2022 no Festival do Rio. Também participou da Mostra Internacional de Cinema de São Paulo em 31 de outubro do mesmo ano. Andanças foi lançado nos cinemas do Brasil em 02 de fevereiro de 2023 pela TVZero.